# Selidosema plumaria
Selidosema plumaria är en fjärilsart som beskrevs av Ignaz Schiffermüller 1775. Selidosema plumaria ingår i släktet Selidosema och familjen mätare. Inga underarter finns listade i Catalogue of Life.